# Kranhaus
Kranhaus (рос. Кранхауз, Будинок-кран) — комплекс житлово-офісних висотних будівель на набережній Райнаухафен у місті Кельн (федеральна земля Північний Рейн-Вестфалія), побудованих у стилі модернізму в 2006—2011 роках. Свою назву будівлі отримали завдяки зовнішній подібності з портовими баштовими кранами.
Всі будівлі мають висоту 60,6 м, довжину — 70,2 м і ширину — 33,75 м.

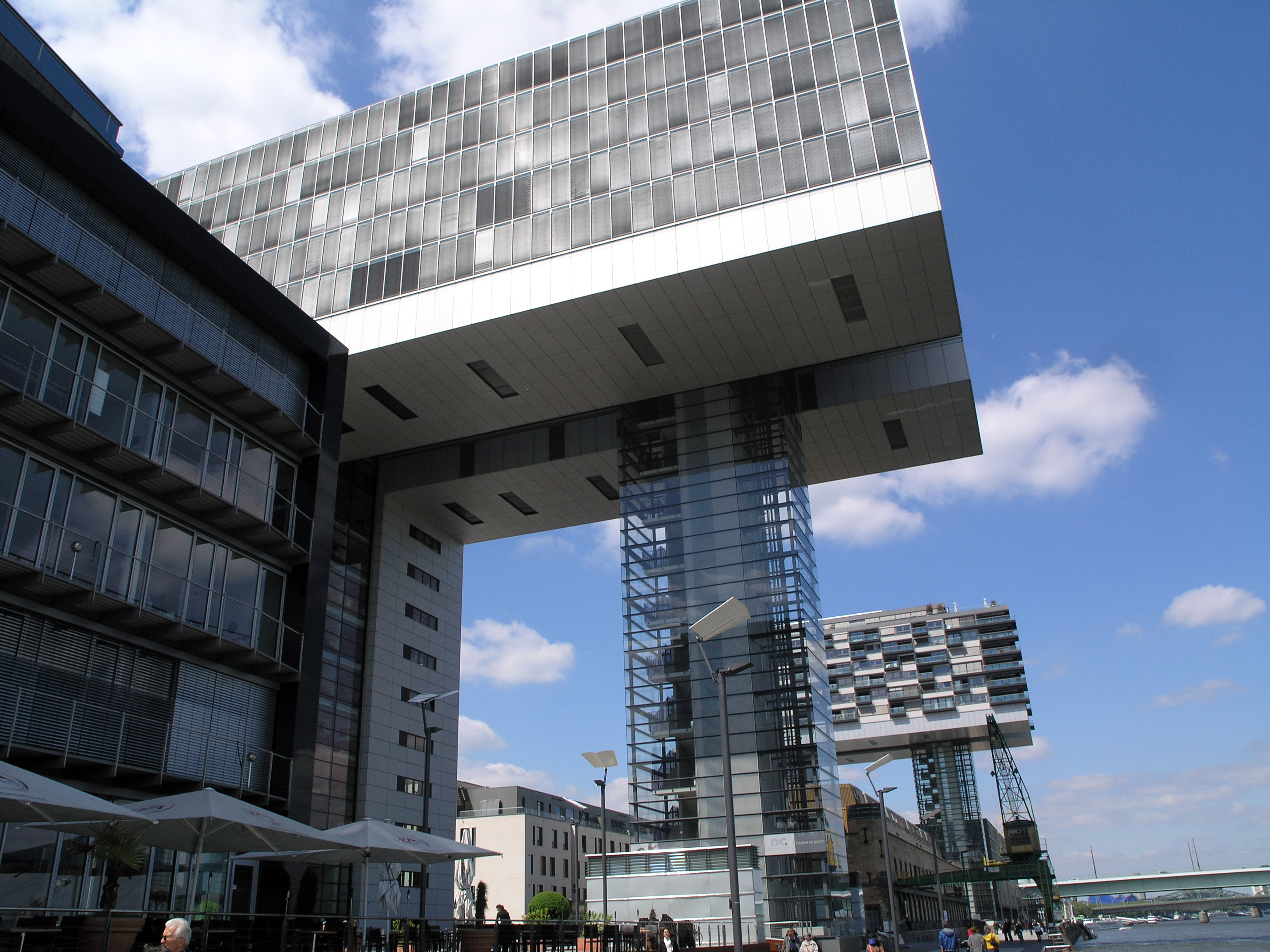
«Кранхауз-1»

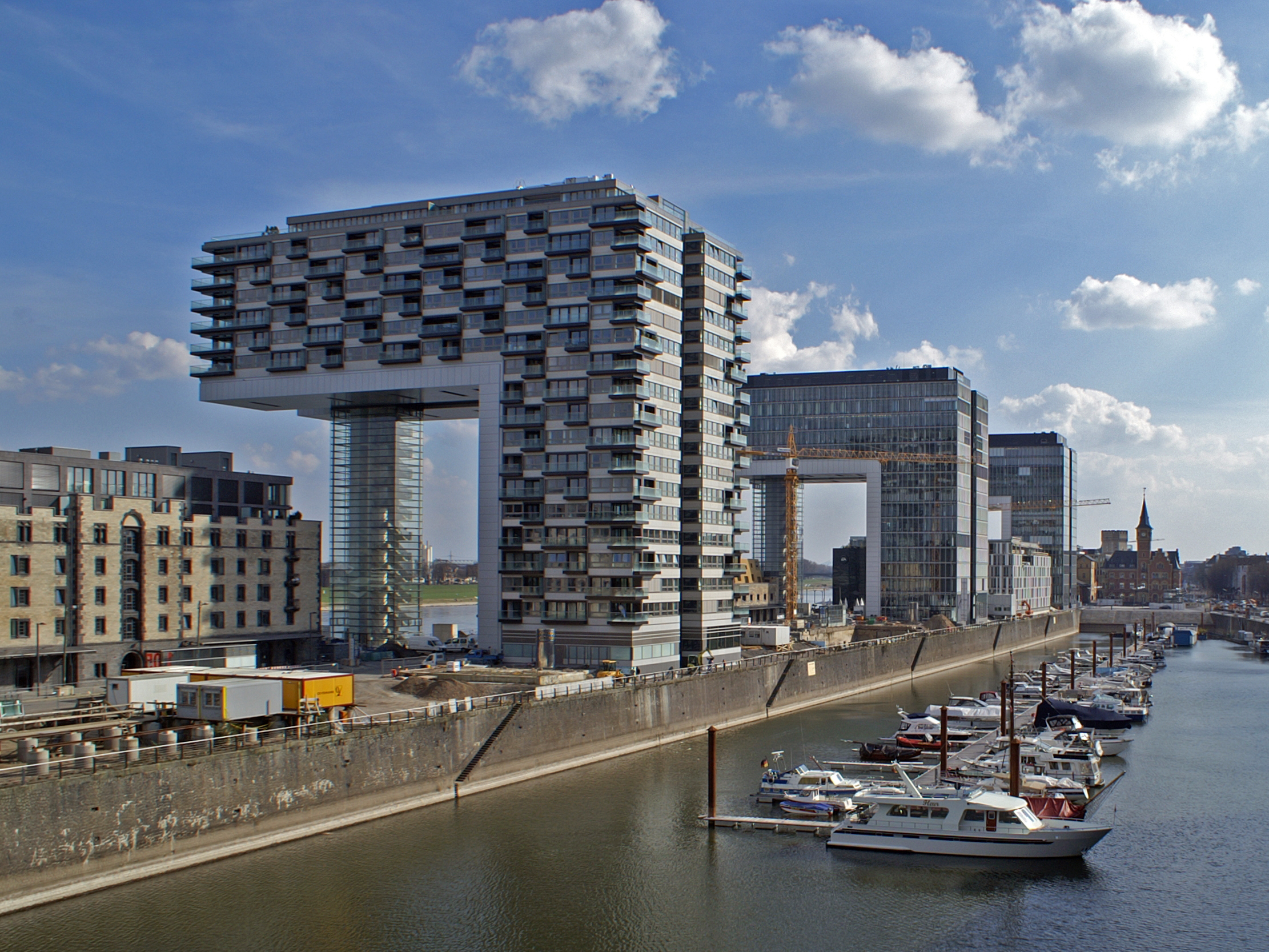
Вид на будівлі з боку гавані

Церемонія закладки першого каменя в першому будинку, що спочатку отримав ім'я «Кранхауз-1», що відбулася 16 жовтня 2006 року. Завершено будівництво було в 2008 році. У 2009 році було завершено будівництво другого будинку — «Кранхауз-Південь» (спочатку планувалося назва «Кранхауз-Плюс»), і в 2011 році було здано в експлуатацію будівлю «Кранхауз-Північ».
«Кранхауз-Південь» і «Кранхауз-1» є 17-поверховими офісними центрами, що володіють площами 16 200 м2 і 16 000 м2 відповідно. Будівля «Кранхауз-Північ» є житловою і має 133 розкішних апартаменти загальною площею 15 000 м2 на 18 поверхах.
12 березня 2009 року проект «Кранхауз» отримав у Каннах міжнародну архітектурну премію MIPIM у категорії «Бізнес-центр».
Вони були розроблені архітектором Аахена Альфонсом Лінстером і гамбурзьким архітектором Хаді Техерані з BRT Architekten.

## Форма
Їх форма, перевернутої букви  'L', нагадує портові крани, які використовувалися для завантаження вантажів з і на кораблі, два з яких залишилися в якості пам'ятників, коли гавань була переобладнана на житловий і комерційний квартал на початку 2000-тих.

## Нагороди
Середній будинок, Кранхауз-1 (Kranhaus eins), отримав нагороду MIPIM 2009 у категорії бізнес-центр на MIPIM у Каннах 12 березня 2009 року. 